# Steve Shagan
Stephen H. Shagan (Brooklyn, 25 oktober 1927 - Los Angeles, 30 november 2015) was een Amerikaanse schrijver, scenarist en producer van televisieseries en films. Hij begon te schrijven tijdens de Tweede Wereldoorlog waar hij de US Navy diende.

## Boeken
- Save the Tiger (1972)
- City of Angels (1975)
- The Formula (1979)
- The Circle (1982)
- The Discovery (1984)
- Vendetta (1986)
- Pillars of Fire (1990)
- A Cast of Thousands (1994)

## Televisieserie
- Tarzan (1966)

## Films
- Save the Tiger (1973)
- Hustle, een verfilming van City of Angels
- Voyage of the Damned (1976)
- Nightwing  (1979)
- The Formula (1980)
- The Sicilian (1987)
- Primal Fear (1996)
- Gotti (1996)

## Prijzen en nominaties
- Save the Tiger: 
  - Academy Award voor beste script: genomineerd
  - Writers Guild of America Award: gewonnen
- Voyage of the Damned:
  - Academy Award voor beste script: genomineerd
- The formula
  - Golden Raspberry Awards 1980: genomineerd in de categorieën "slechtste film", "slechtste mannelijke bijrol", "slechtste regisseur" en "slechtste screenplay"
- Gotti
  - Emmy Award: beste script voor een miniserie of special